# All-Star Game LNB 2003
Le All-Star Game LNB 2003 est la 18e édition du All-Star Game LNB. Il s’est déroulé le 28 décembre 2003 au Palais omnisports de Paris-Bercy de Paris. L’équipe des All-Stars Français a battu l’équipe des All-Stars étrangers 126-113. Cyril Julian est élu MVP de la rencontre. Laurent Foirest est le meilleur marqueur du match (27 points). Pour la première fois, un concours des meneurs, calqué sur le modèle du concours des meneurs du NBA All-Star Week-end est instauré, aux côtés des concours de dunks et de tirs à trois points. L'événement est diffusé sur Sport+.

## Joueurs

### All-Stars Français
| Position | Joueur            | Équipe     |
| -------- | ----------------- | ---------- |
| Meneur   | Paccelis Morlende | Dijon      |
| Ailier   | Laurent Foirest   | Pau-Orthez |
| Ailier   | Stéphane Dondon   | Vichy      |
| Pivot    | Vincent Masingue  | Nancy      |
| Pivot    | Cyril Julian      | Pau-Orthez |

| Position    | Joueur           | Équipe                  |
| ----------- | ---------------- | ----------------------- |
| Meneur      | Laurent Sciarra  | Paris Basket Racing     |
| Meneur      | Babacar Cissé    | Vichy                   |
| Arrière     | Frédéric N'Kembe | Besançon                |
| Ailier      | Mickaël Gelabale | Cholet                  |
| Ailier fort | Thierry Gadou    | Paris Basket Racing     |
| Pivot       | Claude Marquis   | Cholet                  |
| Pivot       | Sacha Giffa      | ASVEL Lyon-Villeurbanne |

Entraîneur : Vincent Collet (Le Mans)

### All-Stars Étrangers
| Position    | Joueur             | Équipe     |
| ----------- | ------------------ | ---------- |
| Meneur      | Randolph Childress | Nancy      |
| Arrière     | Jermaine Guice     | Le Havre   |
| Ailier      | Danny Strong       | Gravelines |
| Ailier fort | Rahshon Turner     | Le Mans    |
| Pivot       | Sandro Nicević     | Le Mans    |

| Position    | Joueur                 | Équipe        |
| ----------- | ---------------------- | ------------- |
| Meneur      | Jason Rowe ¹           | Hyères-Toulon |
| Meneur      | Dragan Lukovski        | Pau-Orthez    |
| Meneur      | Hollis Price           | Le Mans       |
| Ailier fort | Rowan Barrett          | Dijon         |
| Ailier fort | T.J. Lux               | Reims         |
| Pivot       | Vakhtang Natsvlishvili | Dijon         |
| Pivot       | Rick Hughes            | Strasbourg    |

¹ Jason Rowe remplace Shawnta Rogers, blessé.
Entraîneur : Frédéric Sarre (Pau-Orthez) 

## Concours
Concours de tirs à 3 points :
1. vainqueur : Éric Micoud
2. Benoît Georget
3. Harold Mrazek
4. Hollis Price

Concours de dunk :
1. vainqueur : Stephon Gill
2. Abdoulaye Bamba
3. Steve Lobel
4. Jason Rowe
5. Kadour Ziani

Concours des meneurs :
1. vainqueur : Laurent Sciarra
2. Babacar Cissé
3. Dragan Lukovski
4. Paccelis Morlende